# (169) Zelia
(169) Zelia – planetoida z grupy pasa głównego asteroid okrążająca Słońce w ciągu 3 lat i 227 dni w średniej odległości 2,36 j.a. Została odkryta 28 września 1876 roku w Obserwatorium paryskim przez Prospera Henry’ego. Nazwa planetoidy pochodzi od imienia siostrzenicy francuskiego astronoma Camille Flammariona.